# ارالدو پکچ

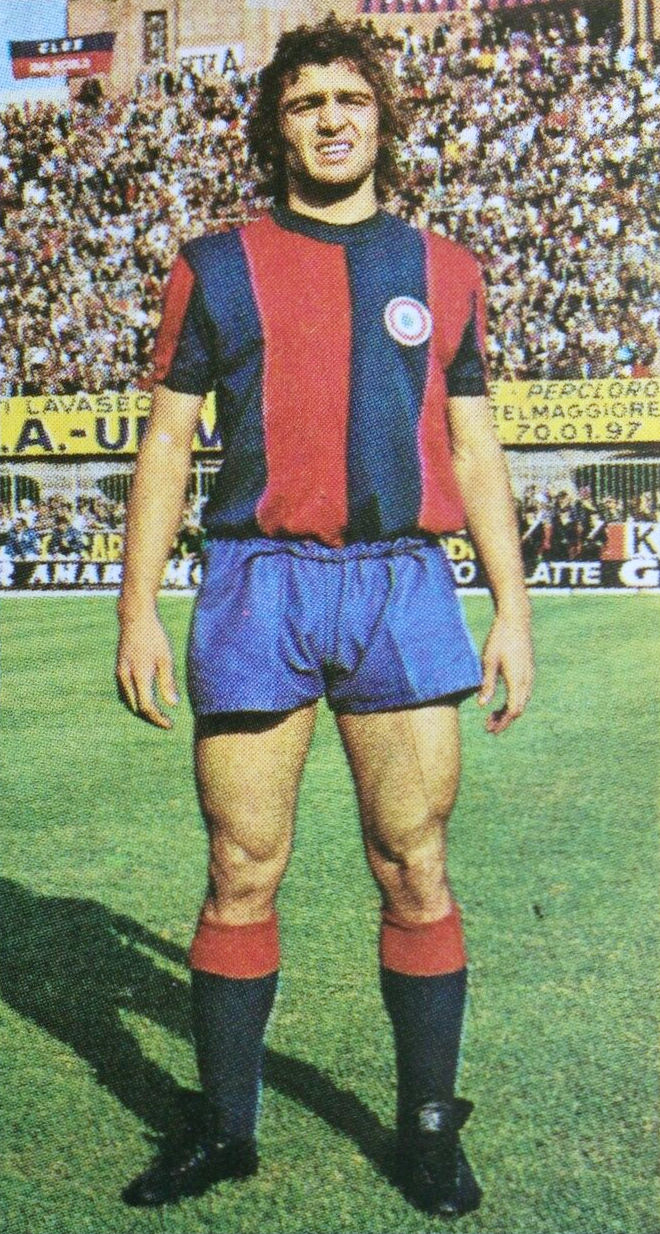
ارالدو پکچ، بازیکن فوتبال ایتالیایی‌تبار - ۱۹۷۴

ارالدو پکچ (به ایتالیایی: Eraldo Pecci) بازیکن فوتبال و اهل ایتالیا است که از سال ۱۹۷۵ میلادی عضو تیم ملی فوتبال ایتالیا بوده و در ۶ بازی ملی حضور داشته‌است. او در بازی‌های ملی‌اش گلی به ثمر نرساند.
ارالدو پکچ آخرین بازی ملی خود را در سال ۱۹۷۸ میلادی انجام داد.